# Czajka (łódź)

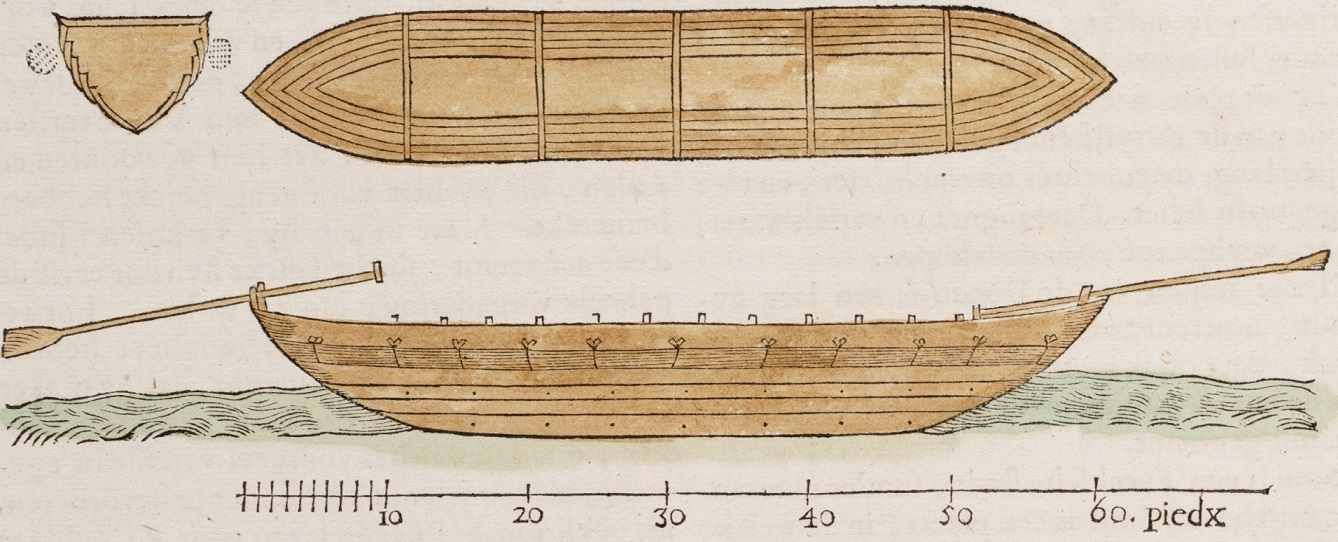
XVII-wieczna czajka kozacka (rycina z ówczesnej relacji de Beauplana)

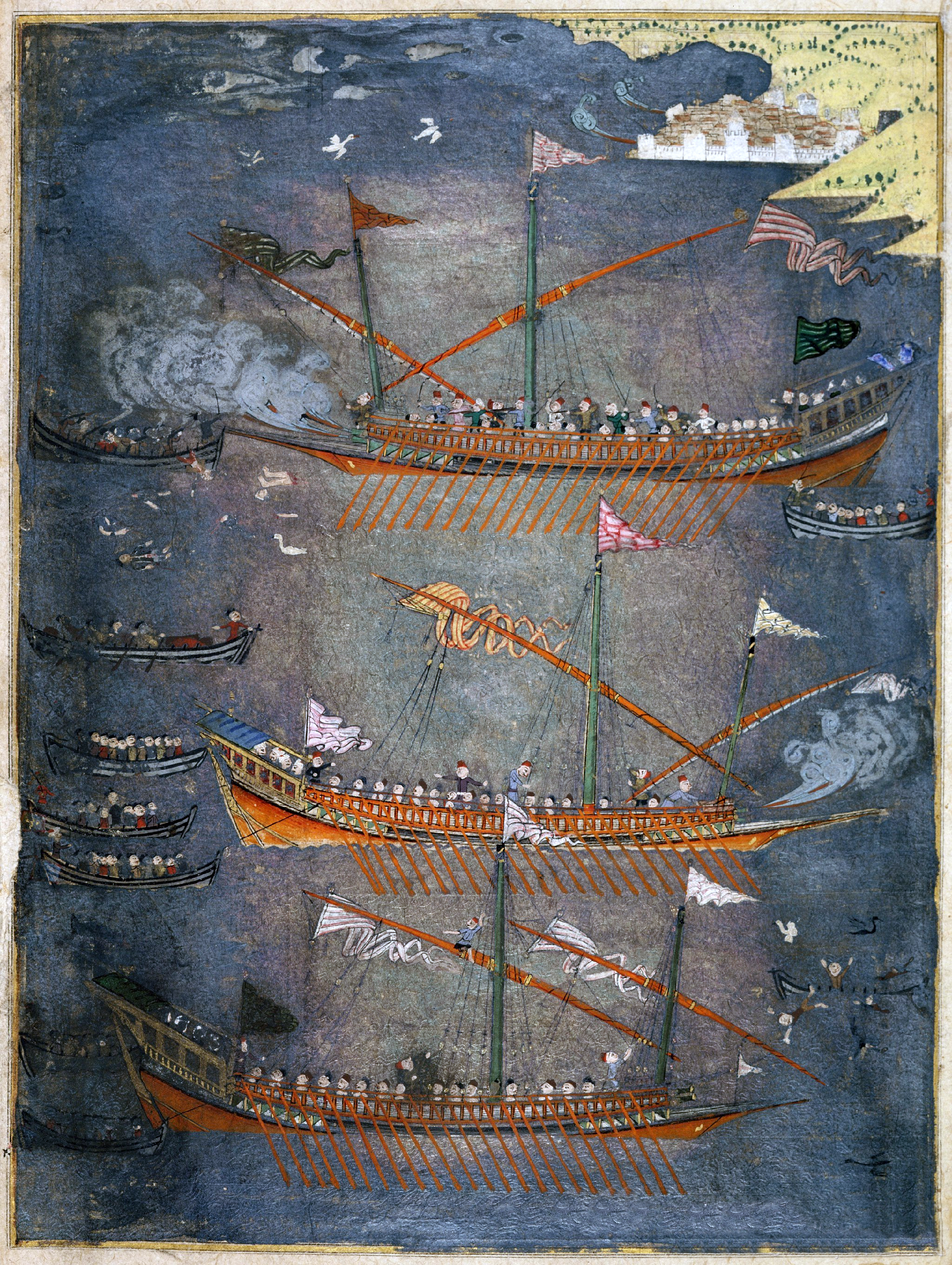
Czajki kozaków zaporoskich atakujące tureckie galery (miniatura turecka z lat 30. XVII w.)

Czajka (ukr. чайка) – duża, szybka i zwrotna łódź z dwoma sterami, dawniej używana przez zaporoskich Kozaków do żeglugi po Dnieprze i do wojennych wypraw na tureckie pobrzeża Morza Czarnego. 
Pochodzenie jej nazwy dotychczas pozostaje sporne, dla podobnych łodzi poza tym stosowano również określenie човен (czółno). Wbrew temu, czajka była również pełnomorską jednostką o długości do 20 m i szerokości do 4 metrów, używaną w XVI i XVII stuleciu jako łatwo dostępny i tani, a zarazem skuteczny i sprawdzony środek walki na szerszym akwenie. 

## Opis
Stanisław Sarnicki tak opisywał te łodzie z tłumaczeniem ich nazwy:

Czajkami zowią Niżowi Kozacy, że się na nich czają, z sitowia albo z pięci jakoby uplecioną opalką, co w niej Rus dzieci kołysze, a pofutrują ją rzemieniem świeżem albo ceratami. Powiadają, że Mojżesz, on zacny sługa Boży, w taką był wsadzony od króliewny, gdy go chciała zataić; bo taka łódka równo z wodą zanurzy się i uczaić się w niej łacno.

Natomiast Dymitr Jawornicki (Дмитрий Иванович Яворницкий pseudonim Эварницкий) podawał, że nazwa kozackiej czajki pochodzi od tatarskiego słowa „kaik” (czaik) oznaczającego okrągłą łódkę.
Kozacy zapuszczali się na nich na Morze Czarne, gdzie grabili posiadłości tureckie i tatarskie, docierając nawet do Konstantynopola. Wyprawy takie nazywali „chadzkami”.

## Technologia budowy
Na wiosnę Kozacy w grupach 40-70-osobowych udawali się nad Dniepr. Każda z tych grup wykonywała statek dla siebie. Wycinano wierzby i lipy i pod kierunkiem doświadczonych w tym rzemiośle budowano czajki. Wykonywano je ze ściętych drzew, obijano deskami i obwodzono linami oblewanymi następnie smołą. Dodatkowo otaczano je dodatkowo pękami trzcin, co zapewniało stateczność podczas burzy. Łódź taką budowano zwykle w ciągu 2–3 tygodni.

## Wyposażenie i załoga
Czajki wyposażone były w dwa wiosłowe stery (przedni i tylny) oraz w 10–15 wioseł, miały też żagiel, zwykle używany w dni pogodne. Początkowo czajki nie miały artylerii, później na większych montowano 4–6 falkonetów.
Załogę stanowiło zazwyczaj około 30 ludzi. Na wyprawę każdy Kozak zabierał jedną lub dwie rusznice lub pistolety, 5–7 funtów prochu, ołów, żywność (suchary, porcję sołomachy, suszonego mięsa, w tym ryby) oraz zapas wody pitnej wody. Wielkość czajek była zróżnicowana w różnych okresach. Np. czajka o wyporności 10 ton miała długość 15 metrów, szerokość około 2,5 metra, wysokość wewnętrzną 1,4 metra, zanurzenie 0,7 metra, 6 par wioseł, a załoga składała się z 25–28 ludzi. Większa łódź o wyporności 20–40 ton miała długość 17–25 metrów, szerokość 2,5–3,5 metra, wysokość zewnętrzną 2,7 metra, zanurzenie 1,7 metra, 10–15 par wioseł, zaś jej załoga liczyła 50 do 70 ludzi.
Podczas wyprawy obowiązywała żelazna dyscyplina: za nieposłuszeństwo lub upicie się karano wyrzuceniem za burtę.

## Flotylla bałtycka
Chociaż łodzie te kojarzone są głównie z Morzem Czarnym i Siczą, to już hetman Koniecpolski myślał o sprowadzeniu ich do Zatoki Gdańskiej. Proponował sprowadzić 2 tysiące Kozaków z czajkami przez Dniepr, Prypecią aż za Pińsk, a następnie przetransportować ich do Bugu i Wisły. W czasie wojny polsko-szwedzkiej 1626–1629, za panowania Zygmunta III Wazy, pomysłu nie udało się urzeczywistnić, ale do planu tego powrócono podczas przygotowań Władysława IV Wazy do wojny z Szwecją. 
W 1635 roku król polecił wprowadzić plan Koniecpolskiego w życie. Pierwotnie zamierzano sprowadzić 500 Kozaków, lecz ostatecznie liczbę ich zwiększono do 1500. Dlatego zamiast 15 czajek (jak planowano wstępnie) należało przygotować ich 30. Wiosną 1635 roku Władysław IV nakazał zaporoskiemu pułkownikowi Konstantemu Wołkowi (Костянтин Вовк), sprowadzić 1500 Kozaków rejestrowych nad dolny Niemen, do Prus, gdzie miały już na nich czekać łodzie. 15 czajek przygotowano na Niemnie rękami doświadczonych w tym fachu Kozaków, a w Królewcu wyposażono je w niezbędny osprzęt wojskowy. Pozostałe 15 wykonano adaptując zarekwirowane jednomasztowe baty. Bazą flotylli czajek był Królewiec, który został odpowiednio uzbrojony i ufortyfikowany. Był on silną bazą morską w pobliżu zajętej przez Szwedów Piławy. Pomimo drobnych sukcesów w walce ze Szwedami, rozejm w Sztumskiej Wsi ze Szwecją sprawił, że flotylla czajek stała się zbędna na Zalewie Wiślanym i Kozacy zostali zawróceni na Zaporoże.